# Abarema villifera
Abarema villifera là một loài rau đậu thuộc họ Fabaceae. Loài này có ở Brasil và Venezuela, bản địa của Amazonia.